# Корпорация по разработке энергетических реакторов и ядерного топлива
Корпорация по разработке энергетических реакторов и ядерного топлива (яп. 動力炉・核燃料開発事業団 Dōryokuro Kakunenryō Kaihatsu Jigyōdan) — японская исследовательская организация в области ядерной энергии, созданная 2 октября 1967 года совместно с компанией Atomic Fuel Corporation как её головная организация.

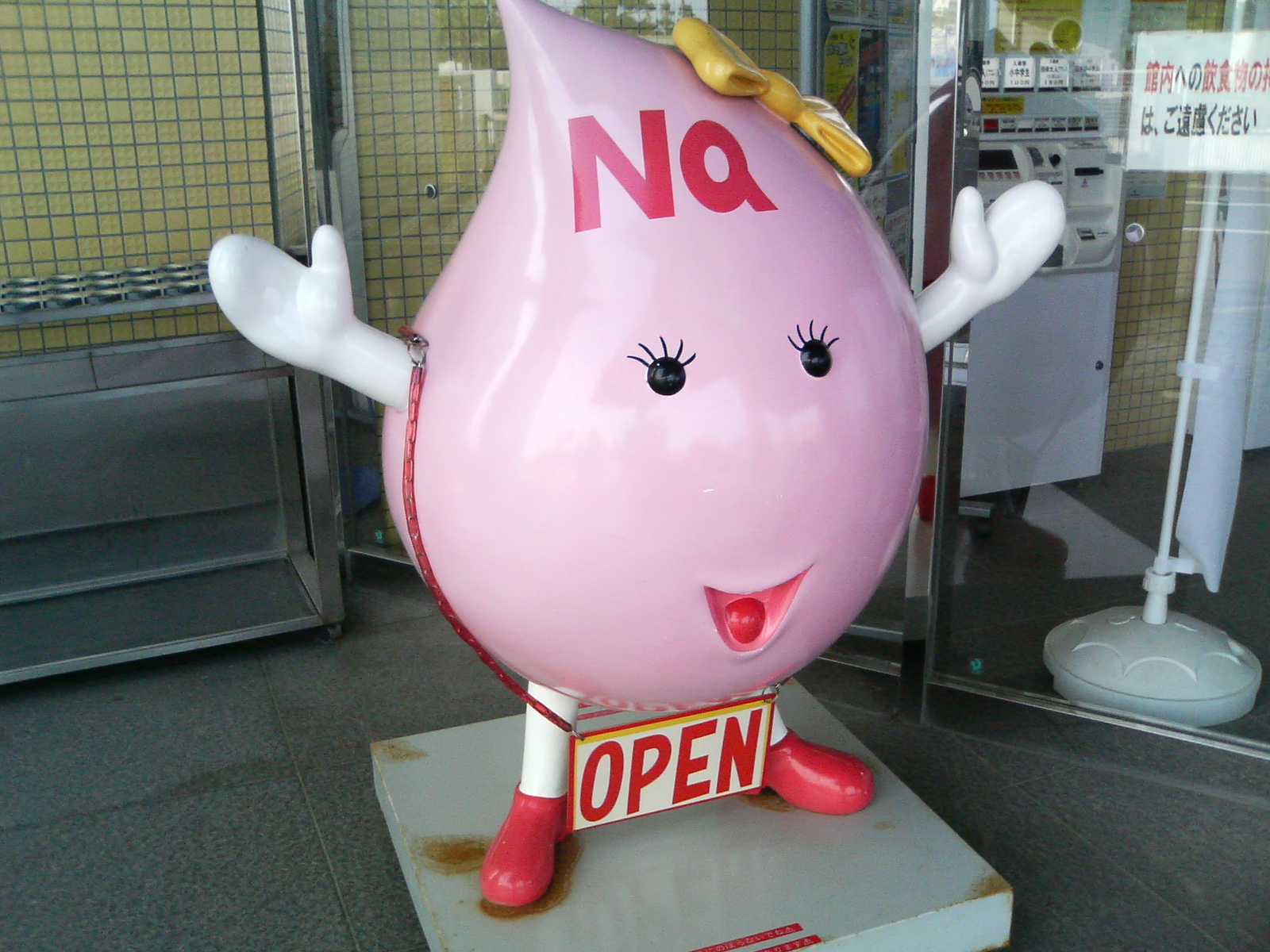
Рекламный персонаж, представляющий натриевый хладагент

Корпорация специализировалась на специальных реакторах-размножителях и усовершенствованном тепловом реакторе. Ей также принадлежал завод по переработке ядерного топлива, деятельность которого включала разведку урана в Австралии и утилизацию высокоактивных отходов.

## История
В 1960-х годах в Японии отечественные реакторные технологии были в значительной степени неразвитыми, поэтому импорт конструкций реакторов и ядерного топлива стал наилучшим экономическим решением. Технология обогащения урана в то время также была ассоциирована с военными секретами, что обуславливало необходимость импорта.
Учитывая ограниченные возможности для строительства гидроэлектростанций в Японии, реакторы-размножители и возобновляемые источники энергии стали привлекательными альтернативами. Тем не менее, Японский научно-исследовательский институт атомной энергии, занимавшийся этими исследованиями, находился в нестабильном положении, и испытания на атомных электростанциях подвергались ограничениям и регулировались компаниями, владеющими станциями.
В результате была учреждена Корпорация по разработке энергетических реакторов и ядерного топлива, которая вела опытно-конструкторские работы по реактору АЭС Мондзю и другим передовым проектам. Корпорация сталкивалась со сложностями в освоении технологии реактора-размножителя из-за особенностей работы с натрием.

## Реорганизация
Аварии, связанные с объектом Токаймура и АЭС Мондзю привели к реорганизации Корпорации, которая была закрыта в 1998 году и преобразована в Японский институт развития ядерного цикла (яп. 核燃料サイクル開発機構).

## Пуруто-кун
Еще одно событие из истории Корпорации — имиджевый персонаж по имени Пуруто-кун (яп. プルト君), что похоже на выражение «Плутониевый мальчик». В рекламных видеороликах, выпущенных Корпорацией, Пуруто-кун должен был развенчивать различные опасения по поводу плутония, такие как:
- Если сбросить плутоний в океан, то он осядет на дне.
- Если выпить плутоний, смешанный с водой, то это безвредно, поскольку он быстро выйдет из организма.

Пуруто-кун подвергся резкой критике со стороны международной прессы. Вопрос о том, насколько вреден плутоний для человека, зависит от химической формы плутония и режима воздействия.
Порошкообразный диоксид плутония (МОКС-топливо) очень устойчив к разложению в кислоте; при проглатывании он, скорее всего, пройдет через пищеварительную систему и выйдет с калом. Однако при вдыхании тонкоизмельченный диоксид плутония остается в легких в течение длительного времени, подвергая человека гораздо более высокой дозе радиации при неизменной радиоактивности плутония. Водорастворимые формы плутония могут всасываться в пищеварительной системе. Работа, проведенная в 1970-х годах, предполагает, что годовой предел перорального приема водорастворимых форм плутония-239 должен составлять 830 кБк. Предел же для водонерастворимых форм плутония-239 должен составлять 5000 кБк (5 МБк). В том же исследовании было высказано предположение, что годовой предел содержания нерастворимых форм плутония в воздухе должен составлять 750 Бк, что намного ниже любого из оральных пределов.
Вопрос о степени вреда, который наносит сброс плутония в море, не простой. Радиоактивный блок питания, содержащий плутоний-238, который предназначался для использования в космосе для миссии «Аполлон-13» на Луну, был завернут в термостойкую упаковку, которая, вероятно, предотвратит утечку плутония в течение очень длительного времени. Однако плутоний, высвобождаемый в форме нитрата или тонкого порошка, скорее всего, абсорбируется минеральными частицами, содержащимся в иле.  В зависимости от конкретных условий такое поглощение илом может либо способствовать закреплению плутония в почве или иле на дне водоёма, либо способствовать более легкой миграции плутония из одного места в другое.